# Maximilian Andronnikov
Maximilian Alexandrovitch Andronnikov (en russe : Максимилиан Александрович Андронников), également connu sous le pseudo de « Caesar », né le 19 avril 1974 à Sotchi, est le porte-parole de la Légion « Liberté de la Russie ».

## Biographie
Maximilian Andronnikov est né le 19 avril 1974 à Sotchi.